# The JoJoLands
The JoJoLands (estilizado como The JOJOLands) é uma série de mangá japonesa escrita e ilustrada por Hirohiko Araki, sendo a nona parte da franquia JoJo's Bizarre Adventure. Faz parte da continuidade reiniciada da série, que começou com Steel Ball Run (2004–2011) e JoJolion (2011–2021). A história se passa no estado americano do Havaí no início da década de 2020, e segue Jodio Joestar, um jovem gângster com o sonho de enriquecer nos trópicos. A série é publicada pela Shueisha na revista de mangá seinen Ultra Jump desde 17 de fevereiro de 2023.

## Enredo
Jodio Joestar é um estudante do ensino médio que vive com sua família em Oahu, no Havaí. Em um certo dia, a diretora e chefe de sua escola, Meryl Mei Qi, dá a Jodio, seu irmão mais velho Dragona e seu colega cleptomaníaco Paco Laburantes a missão de realizar um roubo ao lado do suspeito cliente, chamado Usagi Alohaoe.

## Produção e lançamento

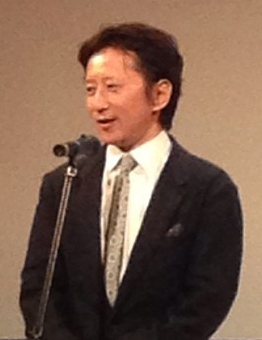
Hirohiko Araki (2013) autor de JoJoLands

JoJoLands é escrito e ilustrado por Hirohiko Araki. Foi anunciado em agosto de 2021, logo após a conclusão de JoJolion, a parte anterior de JoJo's Bizarre Adventure. A serialização começou em 17 de fevereiro de 2023 na revista mensal de mangá seinen Ultra Jump, da Shueisha.

### Lista de volumes
| N.º | Data de lançamento japonês | ISBN japonês      |
| --- | -------------------------- | ----------------- |
| 1   | 18 de agosto de 2023       | 978-4-08-883606-5 |
| 2   | 19 de dezembro de 2023     | 978-4-08-883765-9 |
| 3   | 18 de abril de 2024        | 978-4-08-884038-3 |
| 4   | 19 de agosto de 2024       | 978-4-08-884157-1 |
| 5   | 18 de dezembro de 2024     | 978-4-08-884298-1 |